# 소년:달
소년:달은 대한민국의 음악 그룹이다. 2019년 싱글 앨범 [이대로도 괜찮아]로 데뷔했다.

## 공연
- Catch the Star <The Debut Showcase> (2019)